# Gavin Lyall
Pour les articles homonymes, voir Lyall.
Gavin Lyall, né le 9 mai 1932 à Birmingham en Angleterre et mort le 18 janvier 2003 à Londres, est un écrivain britannique, auteur de roman policier, de roman d'aventures et de roman d'espionnage.

## Biographie
Il fait ses études au King Edward's School à Birmingham avant de servir de 1951 à 1953 comme Pilot officer dans la Royal Air Force. Démobilisé, il reprend ses études au Pembroke College de l'université de Cambridge.
Après ses études, il travaille brièvement comme journaliste pour la Birmingham Gazette (en), le Picture Post et le Sunday Graphic et comme réalisateur pour la BBC. De 1959 à 1962, il est journaliste et correspondant sur les sujets aéronautiques pour The Sunday Times. Son premier roman publié en 1961, The Wrong Side of the Sky, s'inspire de cette expérience.
Avec Peau de Lapon (The Most Dangerous Game) publié en 1963, il obtient, en 1964 la Silver Dagger décerné par la Crime Writers' Association. Selon Claude Mesplède, « dans Peau de Lapon, l'espionnage est surtout utilisé comme mobile, car l'histoire constitue surtout un excellent roman d'aventures, au milieu des grandes forêts de Finlande, à proximité de la frontière soviétique. On y trouve les qualités qui ont fait la réputation de l'auteur : souci du détail, précision des descriptions – notamment une connaissance parfaite des avions et des armes à feu – écriture nerveuse, rebondissements multiples qui obligent le héros à faire des choix rapides pour affronter toutes les situations ». Il obtient un nouveau Silver Dagger en 1965 avec Minuit plus une (Midnight Plus One), « livre captivant, sinon le meilleur » selon Claude Mesplède et Jean-Jacques Schleret. En 1966, il publie Je vends ma peau (Shooting Script) classé en 99e position parmi les cent meilleurs romans policiers de tous les temps en 1990.
En 1980, il commence une série de thriller d'espionnage avec comme personnage principal Harry Maxim, un officier du Special Air Service affecté comme conseiller à la sécurité au 10 Downing Street. Puis en 1990, il commence une nouvelle série de romans policiers historiques sur les débuts des services secrets britanniques avant la Première Guerre mondiale.
Il est membre du Detection Club et de 1966 à 1967, président de la Crime Writers' Association.
Gavin Lyall qui « appartient à cette remarquable école britannique du thriller d'aventures et d'espionnage » meurt d'un cancer en 2003.

## Œuvre

### Romans

#### SérieHarry Maxim
- The Secret Servant (en), 1980
- The Conduct of Major Maxim (en), 1982
- The Crocus List (en), 1985
- Uncle Target (en), 1988

#### SérieHonour
- Spy's Honour, 1993
- Flight from Honour, 1996
- All Honourable Men, 1997
- Honourable Intentions, 1999

#### Autres romans
- The Wrong Side of the Sky (en), 1961 Publié en français sous le titre Les Mauvais Chemins du ciel, Paris, Presses de la Cité, 1963
- The Most Dangerous Game (en), 1963 Publié en français sous le titre Peau de Lapon, Paris, Gallimard, coll. « Série noire » no 906, 1965
- Midnight Plus One (en), 1965 Publié en français sous le titre Minuit plus une, Paris, Plon, 1966
- Shooting Script (en), 1966 Publié en français sous le titre Je vends ma peau, Paris, Plon, coll. « Espionnage » no 31, 1968
- Venus with Pistol (en), 1969 Publié en français sous le titre La Vénus au pistolet, Paris, Éditions Albin Michel, 1971
- Blame the Dead, 1972 Publié en français sous le titre La Mort en primes, Paris, Presses de la Cité, coll. « collection Punch » 1re série no 21, 1974 ; réédition, Paris, Presses de la Cité, coll. « Punch » 2e série no 21, 1978
- Judas Country (en), 1975

### Ouvrages non fictionnels
- Freedom's Battle: The War in the Air 1939-1945, 1971
- Operation Warboard: How to Fight World War II Battles in Miniature - Wargaming WW II Battles in 20-25mm Scale, 1972 (coécrit avec Bernard Lyall)
- Freedom's Battle Volume Two, 2011 (ouvrage posthume)

## Adaptations

### Au cinéma
- 1969 : Alerte Satellite 02, film britannique réalisé par Roy Ward Baker, avec James Olson et Catherine Schell.

### À la télévision
- 1984 : The Secret Servant, mini-série télévisée britannique réalisée par Alastair Reid, adaptation du roman éponyme.

## Sources
- Claude Mesplède (dir.), Dictionnaire des littératures policières, vol. 2 : J - Z, Nantes, Joseph K, coll. « Temps noir », 2007, 1086 p. (ISBN 978-2-910-68645-1, OCLC 315873361).
- Claude Mesplède, Les années "Série noire" : bibliographie critique d'une collection policière, vol. 2 : 1959-1966, Amiens, Editions Encrage, coll. « Travaux » (no 17), 1993, 328 p. (ISBN 978-2-906-38943-4), p. 237-239.
- Claude Mesplède et Jean-Jacques Schleret, SN, voyage au bout de la Noire : inventaire de 732 auteurs et de leurs œuvres publiés en séries Noire et Blème : suivi d'une filmographie complète, Paris, Futuropolis, 1982 (OCLC 11972030), p. 238-239